# 유노호라온센구치역
유노호라온센구치역(일본어: 湯の洞温泉口駅)은 일본 기후현 미노시에 위치한 나가라가와 철도 에쓰미난 선의 철도역이다. 단선 승강장 1면 1선 구조를 갖춘 지상역이다.

## 이용 현황
| 승차 인원 추이 | 승차 인원 추이     |
| 연도           | 1일 평균 승차 인원 |
| -------------- | ------------------ |
| 1999           | 145                |
| 2000           | 160                |
| 2001           | 134                |
| 2002           | 111                |
| 2003           | 95                 |
| 2004           | 65                 |
| 2005           | 69                 |
| 2006           | 58                 |
| 2007           | 40                 |
| 2008           | 65                 |
| 2009           | 83                 |
| 2010           | 49                 |

## 역 주변
- 국도 제156호선
- 나가라강
- 나가라가와 발전소
- 유노호라 온천

## 역사
- 1926년 7월 15일 : 일본국유철도 에쓰미난 선의 미노마치 역(現 · 미노시 역)과 당 역간 개통과 동시에, 사카토리구치역으로서 개업함.
- 1927년 4월 10일 : 당 역과 미노스하라 역(現 · 한노 역)간이 연장 개업해 도중역이 됨.
- 1956년 12월 20일 : 미노타치바나역으로 개칭.
- 1959년 10월 10일 : 화물 취급 폐지.
- 1986년 12월 11일 : 일본국유철도 에쓰미난 선의 나가라가와 철도로의 전환에 의해 이 회사의 역이 됨. 동시에, 유노호라온센구치역으로 개칭.

## 인접 역
| 나가라가와 철도 에쓰미난 선 | 나가라가와 철도 에쓰미난 선 | 나가라가와 철도 에쓰미난 선 |
| --------------------------- | --------------------------- | --------------------------- |
| 우메야마 미노오타 방면      | ■ 에쓰미난 선               | 스하라 호쿠노 방면          |